# Denuncio a Dios
Denuncio a Dios + 4 es el EP promocional de la canción homónima del anterior álbum de Hamlet, titulado El inferno, con otras canciones pertenecientes a otros discos, en esta ocasión tocadas en directo.

## Temas
- Todas las canciones están compuestas por L. Tárraga y J. Molly.

1. "Denuncio a Dios" (del álbum El inferno)
2. "Egoísmo" (del álbum Revolución 12.111)
3. "Antes y después"  (del álbum Insomnio)
4. "Tortura-visión" (del álbum Insomnio)
5. "Tu medicina" (del álbum Insomnio)

## Miembros
- J. Molly - Voz
- Luis Tárraga - Guitarra solista
- Pedro Sánchez - Guitarra rítmica
- Augusto Hernández - Bajo, coros
- Paco Sánchez - Batería